# Christophe Grégoire (basket-ball)
Pour le joueur de football, voir Christophe Grégoire.
Pour les articles homonymes, voir Grégoire.
Christophe Grégoire, né le 3 février 1957 à Bordeaux, est un ancien joueur de basket-ball français, évoluant au poste d'arrière.

## Club

### Joueur
- 1975-1978 :  JA Vichy (Nationale 2)
- 1978-1982 :  Challans (N1 puis N2 puis N1)
- 1982-1986 :  JA Vichy (N1 A)
- 1986-1992 :  Roanne (N1B puis N1A)
- 1993-1999 :  JA Vichy (Pro B)

### Équipe nationale
- Participation au Championnat d'Europe de basket-ball 1985